# Toni Kleefisch
Anton „Toni“ Kleefisch (* 26. Oktober 1888 in Feldkassel; † 22. Oktober 1975) war ein deutscher Architekt des 20. Jahrhunderts. Er war überwiegend in Bonn und Umgebung tätig. Kleefischs Werk umfasst Gebäude im Stil des Art déco, des Heimatschutzstils und der sachlichen Nachkriegsmoderne. Er kann als einer der Protagonisten des Wiederaufbaus der Stadt Bonn angesehen werden. Viele seiner Gebäude sind als Kulturdenkmale in die Denkmalliste eingetragen.

## Leben

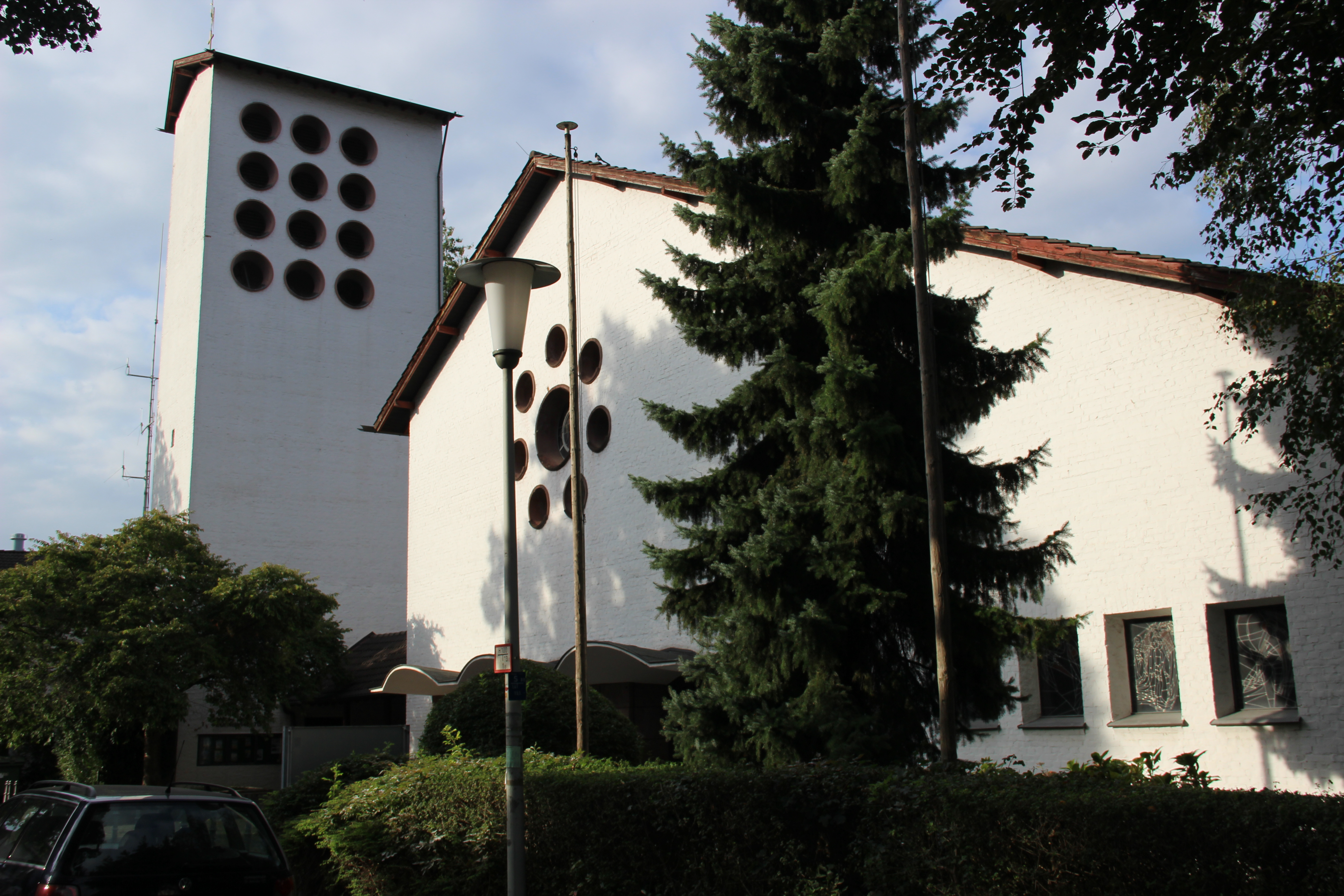
St. Michael in Bonn von 1953. Beispiel für Kleefischs Sakralbauten der Nachkriegszeit

Geboren im damals noch nicht nach Köln eingemeindeten Feldkassel bei Köln, siedelt die Familie bald nach Friesheim bei Erftstadt über. Nach dem Ende seiner Volksschulzeit geht er bei einem nicht näher benannten Architekten für Kirchenbau in Lehre, was seine spätere Architektenlaufbahn prägen sollte. Im Jahr 1908 tritt er in das Architekturbüro von Jakob Stumpf ein, dessen Teilhaber er nach dem Ersten Weltkrieg wird. Aus dieser Zusammenarbeit gehen in den 1920er Jahren das Studentenhaus Tillmanneum, sowie das Kinogebäude des Bonner Metropol-Theaters hervor. 1932 bis 34 entsteht das Schloss für Auguste Viktoria von Hohenzollern in Umkirch bei Freiburg. Bei diesem Projekt für die Witwe des portugiesischen Königs, kam es zu einem Rechtsstreit zwischen der Bauherrin und Jakob Stumpf, worauf Kleefisch das Projekt alleine beendet.
1933 macht Kleefisch sich mit einem eigenen Büro selbstständig. Offenbar geht die Kooperation mit dem 14 Jahre älteren Stumpf jedoch in einigen Projekten weiter.
Nach dem Zweiten Weltkrieg war Kleefisch für den Wiederaufbau zahlreicher kriegszerstörter Kirchen in Bonn verantwortlich, von denen die wichtigsten das Bonner Münster und St. Remigius gewesen sein dürften. Dies geschieht ab 1947 mit seinem neuen Teilhaber Dipl. Ing. Karl Leyers, wobei das Büro unter Toni Kleefisch B.D.A firmiert. Seine Tätigkeit als Kirchenbaumeister, zu der auch Neubauten, wie St. Michael in der Bonner Weststadt, bildete einen Schwerpunkt seiner Arbeit. Er soll an der Errichtung oder dem Wiederaufbau von rund 30 Kirchen in Bonn, der Eifel und dem Westerwald gewirkt haben. Seine späteren Aufträge ab 1958 führte er mit seinem Sohn Kurt Kleefisch aus, der auch das Architekturbüro weiterführte.
Ein weiterer Tätigkeitsschwerpunkt war der Bau neuer Schulgebäude, Studentenhäuser und andere Sozialeinrichtungen nach dem Zweiten Weltkrieg. Besonders herauszuheben sind der der erste Bonner Schulneubau, das Ernst-Moritz-Arndt-Gymnasium, sowie das Ernst-Moritz-Arndt-Gymnasium II (heute Friedrich Ebert Gymnasium). Bei beiden Projekten taucht gleichberechtigt auch der Name Karl Leyers als Projektverantwortlicher auf.
Auch seine Tätigkeit für den Verein „Studentenwohl e.V.“, der Vorgängerorganisation des heutigen Studierendenwerks Bonn, ging nach dem Krieg weiter. Sein im Krieg zerstörtes „Tillmanneum“ baute er nach neuen Plänen 1952 als „Wohnheim Tillmannhaus“ wieder auf. Es folgten weitere Wohnheime und Mensen. Gerade seine Bauten für das Studierendenwerk sind zuletzt durch Abrisse oder Umbauten verloren gegangen.
Laut einem Nachruf auf ihn im Bonner General-Anzeiger arbeitete er noch bis kurz vor seinem Tod an Plänen für Umgestaltungen der Krypta und des Hochchores der Bonner Münsterbasilika.

## Werk
- Karte mit allen Koordinaten der Bauten Kleefischs:
- OSM |
- WikiMap

| Bauzeit       | Ort                | Adresse                             | Bild           | Objekt                                                                     | Maßnahme                                                                   | Anmerkungen |
| ------------- | ------------------ | ----------------------------------- | -------------- | -------------------------------------------------------------------------- | -------------------------------------------------------------------------- | --- |
| 1923–24       | Bonn-Zentrum       | Lennéstr. 28, Bonn Lage             |                | Tillmanneum                                                                | Neubau                                                                     | Erstes deutsches Studentenhaus benannt nach Fritz Tillmann. Im Zweiten Weltkrieg zerstört                        |
| 1926          | Bonn-Auerberg      | Friedrich-Wöhler-Straße, Bonn Lage  |                | Verwaltungsgebäude und Werkhallen der Vereinigten Leichtmetall-Werke (VLW) | Neubau                                                                     | |
| 1928          | Bonn-Zentrum       | Markt 24, Bonn Lage                 | weitere Bilder | Kino Metropol-Theater                                                      | Neubau (mit Jakob Stumpf)                                                  | Heute als Einzelhandelsfläche genutzt. Die Fassade steht unter Denkmalschutz.                                    |
| 1933–1934     | Umkirch            | Lage                                |                | Schloss Fulwell-Park im Queen-Auguste-Victoria-Park                        | Neubau (mit Jakob Stumpf).                                                 | |
| 1940–41, 1948 | Bonn-Gronau        | Adenauerallee 89a, Bonn Lage        | weitere Bilder | Villa Bungarten                                                            | Umgestaltung der gründerzeitlichen Fassade (mit Jakob Stumpf)              | 1987 Eintragung in die Denkmalliste der Stadt Bonn.                                                              |
| ab 1946?      | Bonn-Zentrum       | Gerhard-von-Are-Straße 5, Bonn Lage |                | Bonner Münster                                                             | Wiederaufbau                                                               | |
| 1948–50       | Rheinbach          | Hauptstraße 8, Rheinbach Lage       | weitere Bilder | St. Martin in Rheinbach                                                    | Neubau bei Erhaltung des Kirchturms des kriegszerstörten Vorgängerbaus.    | |
| 1949          | Bonn-Zentrum       | Nassestr. 11, Bonn Lage             |                | Mensa Nassestraße                                                          | Neubau                                                                     | abgebrochen 2021                                                                                                 |
| 1949          | Kerpen             | An Burg Mödrath 1, Kerpen Lage      |                | Haus Mödrath                                                               | Umbau zu einem Kinderheim des Malteserordens.                              | Nach weiteren Umbauten heute als Ausstellungshaus genutzt.                                                       |
| 1950          | Bonn-Poppelsdorf   | Trierer Straße 59, Bonn Lage        |                | Freibad Melbbad                                                            | Neubau mit Karl Leyers                                                     | Ein Neubau der Funktionsgebäude ist Seitens der Stadt Bonn geplant (2022).                                       |
| 1950–55       | Bonn-Zentrum       | Brüdergasse 8–10, Bonn Lage         | weitere Bilder | St. Remigus                                                                | Wiederaufbau                                                               | Das Gebäude steht unter Denkmalschutz.                                                                           |
| 1951–52       | Bonn-Auerberg      | Seehausstraße, Bonn Lage            |                | Werksiedlung der Vereinigten Leichtmetall-Werke                            | Neubau                                                                     | |
| 1951–55       | Bonn-Weststadt     | Endenicher Allee 1–3, Bonn Lage     | weitere Bilder | Ernst-Moritz-Arndt-Gymnasium                                               | Neubau                                                                     | Das Gebäude steht unter Denkmalschutz.                                                                           |
| 1951          | Bonn-Zentrum       | Maarflach 7–13, Bonn Lage           |                | Münsterschule                                                              | Neubau mit Karl Leyers                                                     | |
| 1952          | Bonn-Zentrum       | Lennéstraße 26–28, Bonn Lage        |                | Studentenwohnheim Tillmannhaus                                             | Neubau                                                                     | Neubau an der Stelle des im Krieg zerstörten Tillmaneum, abgebrochen 2021                                        |
| 1951–58       | Bonn-Bad Godesberg | Hindenburgallee 50, Bonn Lage       |                | Nicolaus-Cusanus-Gymnasium                                                 | Neubau als Architektengemeinschaft Kron und Hitz, Kleefisch und Leyersweck | Heute Schulgebäude der Elisabeth-Selbert-Gesamtschule.                                                           |
| 1953          | Bonn-Lengsdorf     | Uhlgasse 1, Bonn Lage               | weitere Bilder | St. Petri in Ketten                                                        | Wiederaufbau                                                               | Das Gebäude steht unter Denkmalschutz.                                                                           |
| 1953          | Bonn-Weststadt     | Rheinbacher Str. 1, Bonn Lage       | weitere Bilder | St. Michael                                                                | Neubau                                                                     | |
| 1953          | Bonn-Castell       | Kölnstraße 54, Bonn Lage            | weitere Bilder | St.-Johannes-Hospital                                                      | Erweiterung/Aufstockung mit Karl Leyers                                    | Das Gebäude steht unter Denkmalschutz.                                                                           |
| 1954          | Beuel-Mitte        | Hermannstraße 37, Bonn-Beuel Lage   | weitere Bilder | St.-Joseph-Hospital                                                        | Neubau der Kapelle des Krankenhauses                                       | Verändernde Aus- und Umbauten 1968 und 1981                                                                      |
| 1955          | Bonn-Duisdorf      | Rochusstraße 223, Bonn Lage         | weitere Bilder | St. Rochus                                                                 | Erweiterung                                                                | |
| 1955–56       | Bonn-Auerberg      | Eupener Straße 26, Bonn Lage        | weitere Bilder | St. Bernhard                                                               | Neubau mit Karl Leyers                                                     | |
| 1955–1957     | Bonn-Gronau        | Ollenhauerstraße 5, Bonn Lage       | weitere Bilder | Friedrich Ebert Gymnasium                                                  | Neubau mit Karl Leyers                                                     | |
| 1956          | Bonn-Südstadt      | Adenauerallee 168, Bonn Lage        |                | Wohnhaus Stein                                                             | Umbau                                                                      | |
| 1960–62       | Wolsdorf           | Jakobstraße 14, Siegburg Lage       |                | Dreifaltigkeitskirche                                                      | Erweiterung                                                                | |
| 1961–65       | Bonn-Lessenich     | Roncallistraße 27, Bonn Lage        | weitere Bilder | St. Laurentius                                                             | Renovierung und Teilrekonstruktion mit Kurt Kleefisch                      | Die Kirche steht, einschließlich des Pfarrhauses und Wirtschaftsgebäuden unter Denkmalschutz.                    |
| 1963          | Bonn-Castell       | Am Wichelshof 32, Bonn Lage         |                | Studentenwohnheim Am Wichelshof                                            | Neubau mit Karl Leyers                                                     | |
| 1966          | Bonn-Zentrum       | Adenauerallee 63, Bonn Lage         |                | Studentenwohnheim Newmanhaus                                               | Neubau mit Karl Leyers                                                     | |
| 1969          | Bonn-Poppelsdorf   | Endenicher Allee                    |                | Mensa Poppelsdorf                                                          | Neubau                                                                     | überformt durch Umbau 2017                                                                                       |
| 1971          | Leuscheid          |                                     |                | Prospekt der Orgel von St. Mariä Heimsuchung                               |                                                                            | Es ist nicht klar, ob die Quelle die 1970 neu erbaute Kirche meint oder den Vorgängerbau aus dem 18. Jahrhundert |
| 1974–1976     | Obertshausen       | Franz-Liszt-Straße 15, Obertshausen |                | St. Thomas Morus                                                           | Neubau mit Kurt Kleefisch                                                  | |